# Picenze
Picenze è l'unica frazione del comune di Barisciano, in provincia dell'Aquila. Comprende le località di San Martino, Villa di Mezzo e Petogna.

## Storia
Picenze, insieme ad altre località nelle vicinanze, nel lontano passato risalente all’epoca pre-romana aveva formato un insediamento chiamato Pagus Frentanus o Fren(e)tanus come testimoniano il ritrovamento di armi, oggetti e costruzioni in pietra.
Territorio importante già dall’antichità, era caratterizzato dalla presenza di numerose vie commerciali strategiche per l’economia del periodo.

## Monumenti

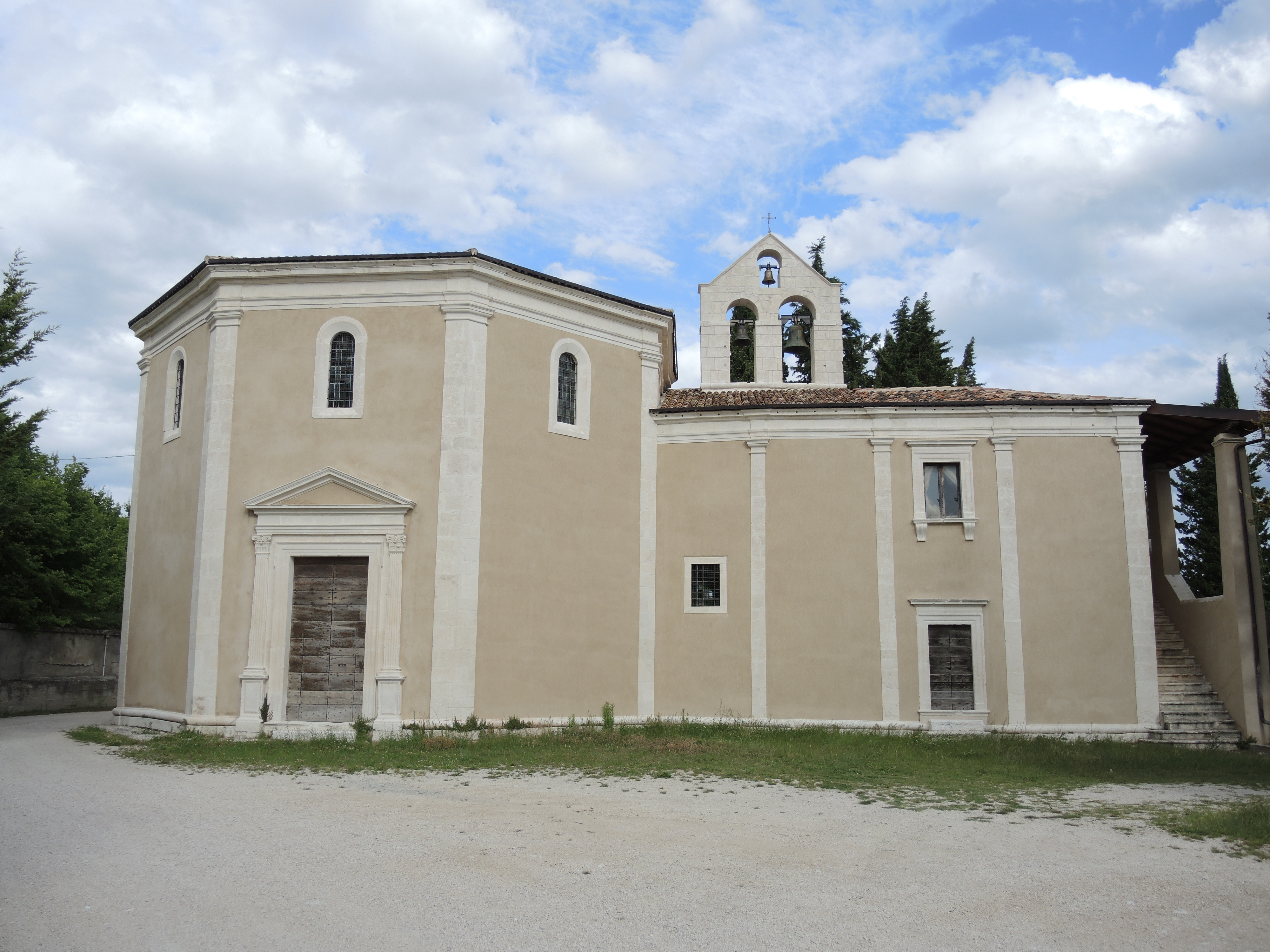
Chiesa di Santa Maria della consolazione

### Chiesa di Santa Maria della Consolazione
La chiesa di Santa Maria della consolazione si trova al cimitero di Picenze, lungo al statale 17, ed è stata costruita nel XVI secolo.
È in stile rinascimentale-barocco e possiede un piccolo edificio per ospitare i pellegrini e un campanile a vela.
Danneggiata dal terremoto del 2009, la chiesa è stata ristrutturata nel 2019.

### Altri monumenti

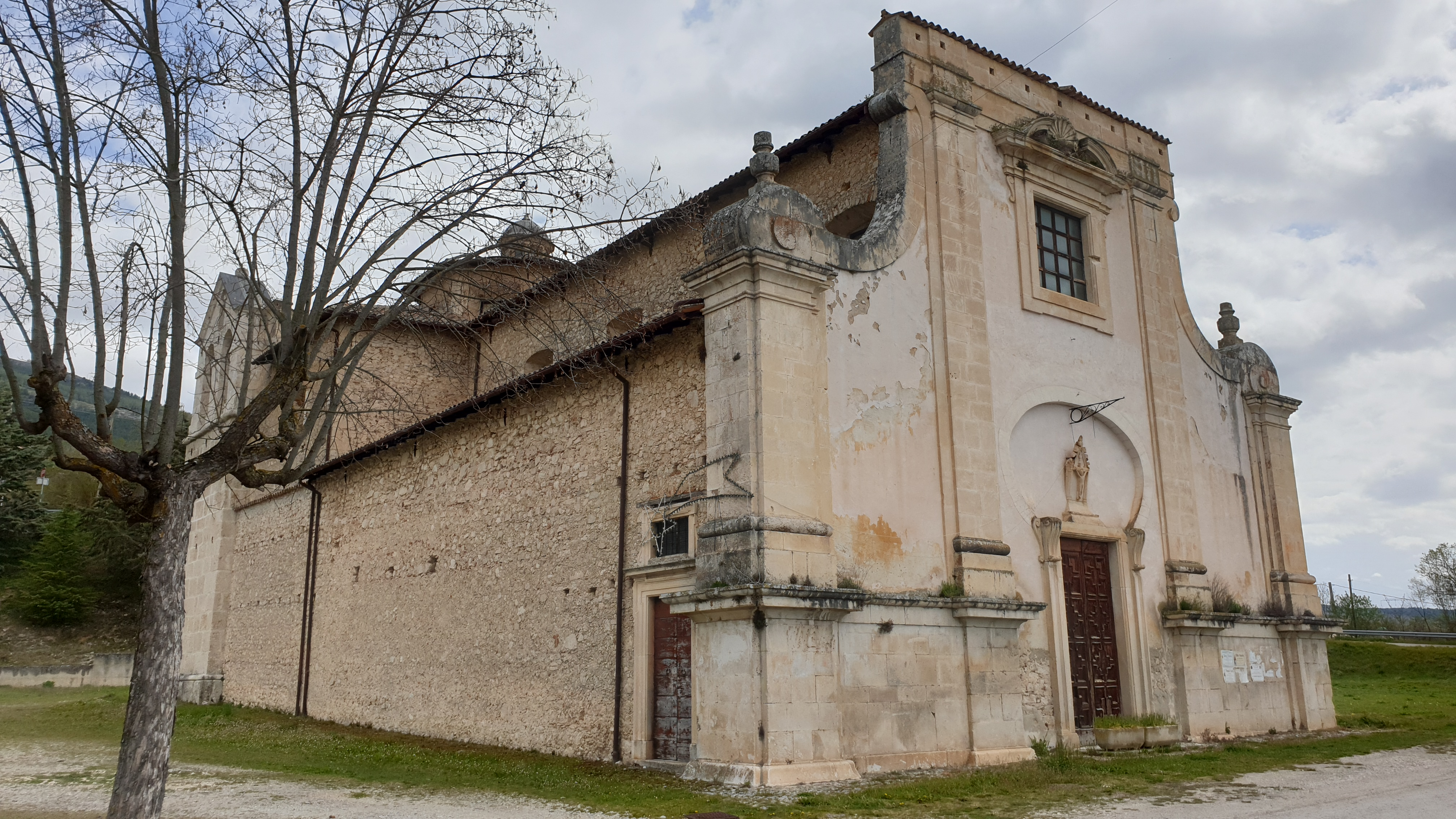
Chiesa di Santa Maria di Petogna

- Chiesa di Santa Maria di Picenze, La chiesa viene chiamata "Santa Maria di Picenze Extra Moenia (Fuori le mura).

È situata presso uno spianamento nella località di Petogna.
Fu costruita nel XVII secolo per conto della famiglia spagnola di Aragona dei marchesi Ximenes.
Danneggiata a causa del terremoto del 2009, per adesso è inagibile.
- Chiesa di San Martino

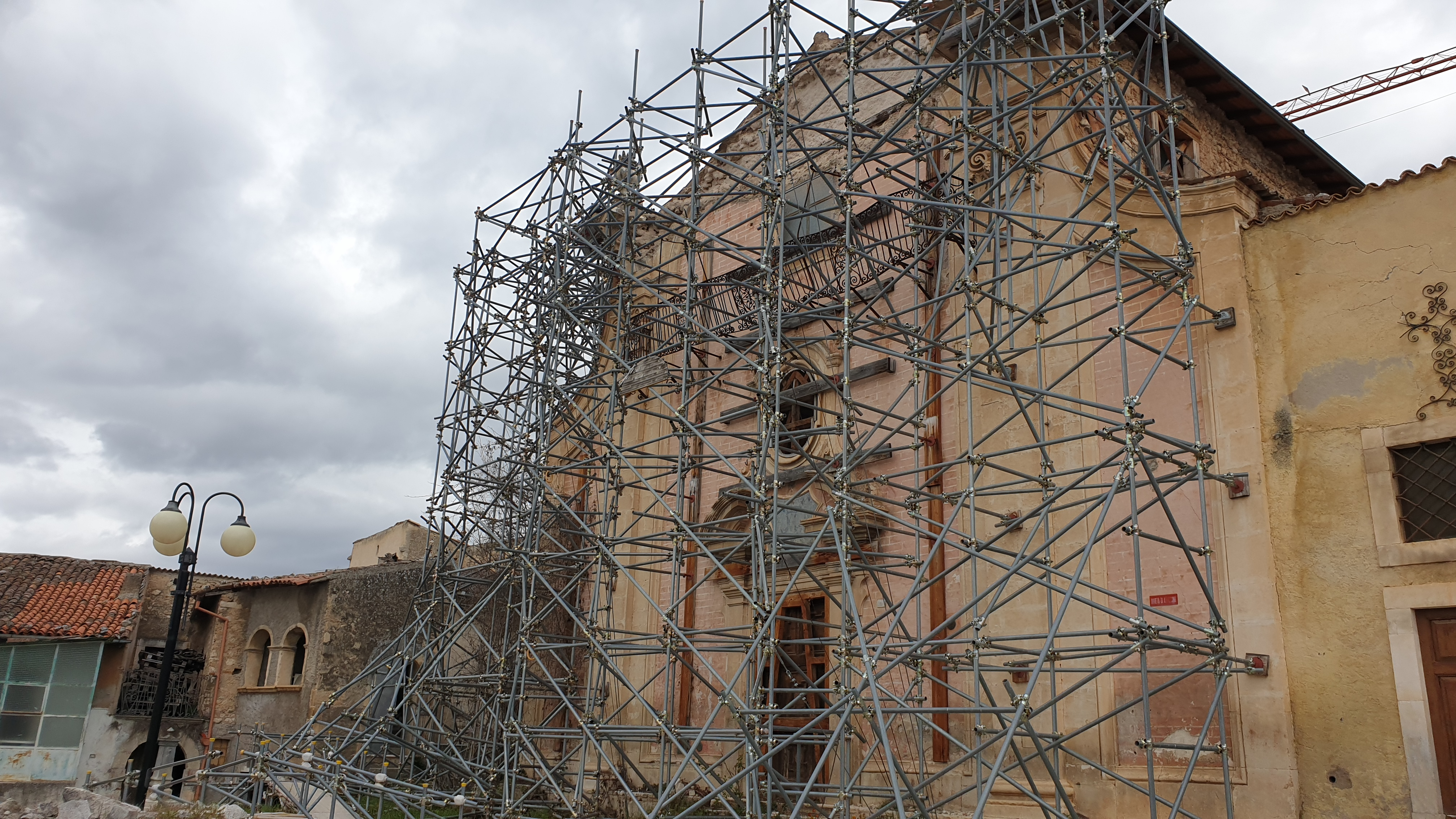
Chiesa di San Martino

Presso la località di San Martino si trova questa chiesa parrocchiale dedicata al Santo Martino di Tours (316-397).
Da alcune citazioni scritte, si ipotizza che sia stata custruita già prima del 1622.
La chiesa subì dei danni a causa del terremoto che colpì la zona nel 1702, ma fu ricostruita nel 1705 grazie all’opera del cittadino Giuseppe Fattore.
Oggi è di nuovo inagibile, a causa dei danni subiti dal terremoto del 2009.
- Torre medievale

Sul monte di Picenze si può intravedere, anche da elevate distanze, una grande torre.
In passato veniva utilizzata come avamposto per il controllo dei traffici della vallata.
Aveva impianto circolare, ma dopo a causa del terremoto del 1702 che colpì la zona, crollò in parte.
Attualmente, grazie a dei tiranti metallici, è ancora in piedi.

## Terremoto del 6 aprile 2009

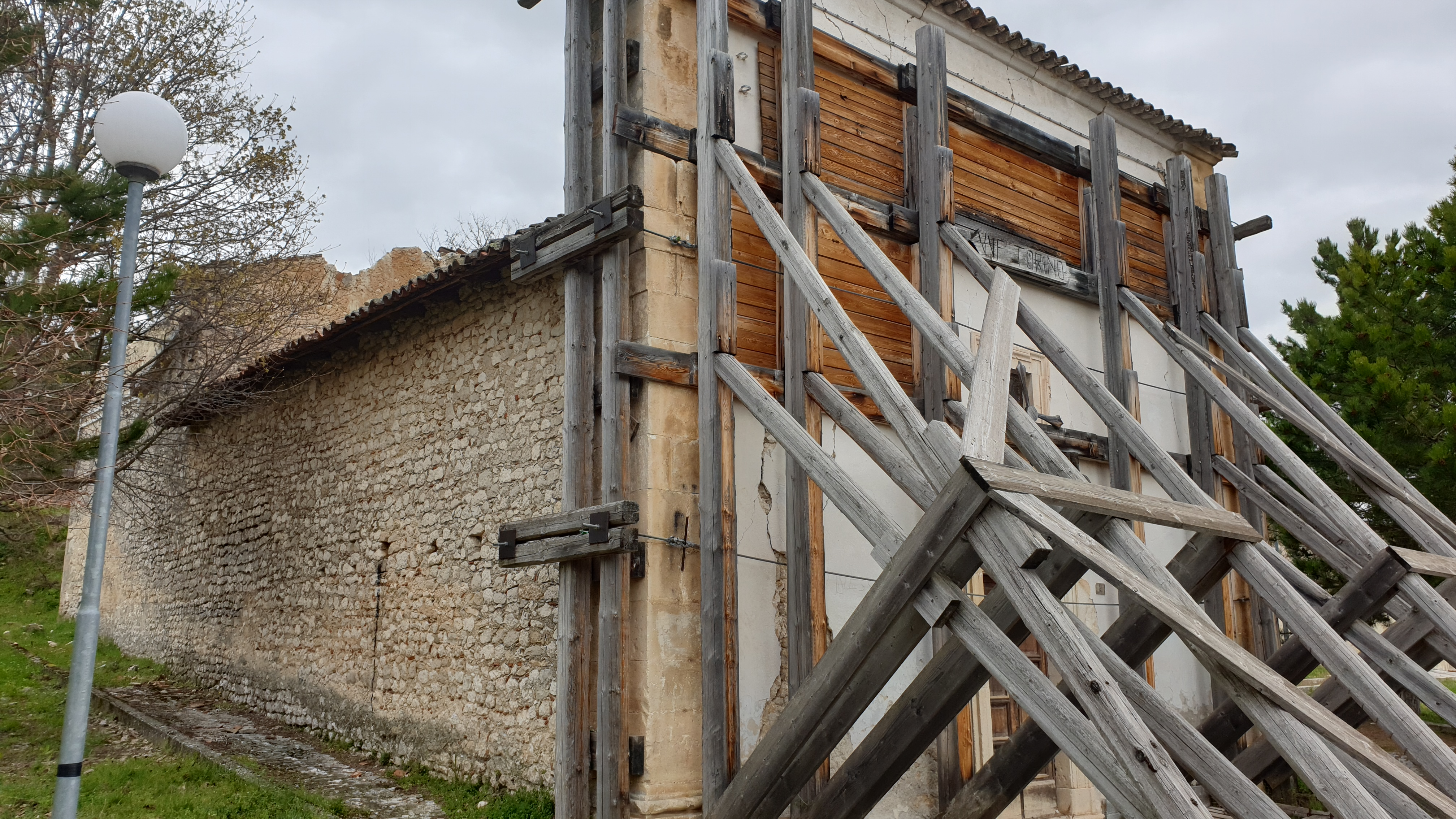
Chiesa della Madonna del Rosario

Il territorio di Picenze è stato interessato dal terremoto dell'Aquila del 2009, di magnitudo Richter (Ml) 5.9, avvenuto a una profondità di circa 10 km. Non sono stati registrati danni a persone, ma il patrimonio architettonico è stato gravemente compromesso, con lesioni e crolli.
Ci sono stati danni in contrada San Marino, in particolare alla chiesa madre, poi lesionata leggermente è risultata la chiesa di Santa Maria fuori le mura, a Petogna, e soprattutto la chiesa ottagonale di Santa Maria della Consolazione, sulla strada statale 17.
Sono stati dunque costruiti moduli abitativi del progetto CASE, tra Villa di Mezzo, Petogna e San Martino, e messe in sicurezza le chiese. Santa Maria fuori le mura è stata riaperta celermente, la chiesa della Consolazione è stata restaurata nel 2019.

## Geografia fisica
Le tre località sono collegate da un'unica sinuosa strada comunale che sale dalla strada statale 17 dell'Appennino Abruzzese e Appulo Sannitico, presso il bivio del cimitero e della chiesa della Madonna della Consolazione, a una distanza di 15 km circa da L'Aquila.
I tre centri si trovano sul monte di Picenze, a sud-est della catena del Gran Sasso, di fronte alle montagne del Velino-Sirente, dominano la piana della media Valle dell'Aterno (Conca aquilana).
Il territorio fa parte della Comunità montana Campo Imperatore-Piana di Navelli

### San Martino (850 m s.l.m.)
San Martino è il centro rurale più popolato dei tre. Deve il suo nome al Santo patrono San Martino di Tours, la cui festa si celebra 11 novembre e alla cui memoria è dedicata la chiesa parrocchiale situata al centro del paese.

### Villa di Mezzo (800 m s.l.m.)
È la località più piccola di Picenze e la meno popolata. Il suo Santo protettore è San Valentino.
Oltre a un fontanile d'epoca moderna, si conserva una chiesetta rurale.

### Petogna (760 m s.l.m.)
Petogna, come Villa Di Mezzo, venera San Valentino quale Santo patrono e dedica al suo culto una piccola chiesa campestre situata in mezzo al bosco omonimo, poco fuori del centro rurale. Petogna conserva e custodisce: il palazzo nobiliare cinquecentesco della famiglia spagnola dei marchesi Ximenes e la grande chiesa parrocchiale, edificata dalla stessa famiglia nel XVII secolo, denominata Santa Maria di Picenze Extra moenia per differenziarla da Santa Maria di Picenze Intra moenia a L'Aquila.

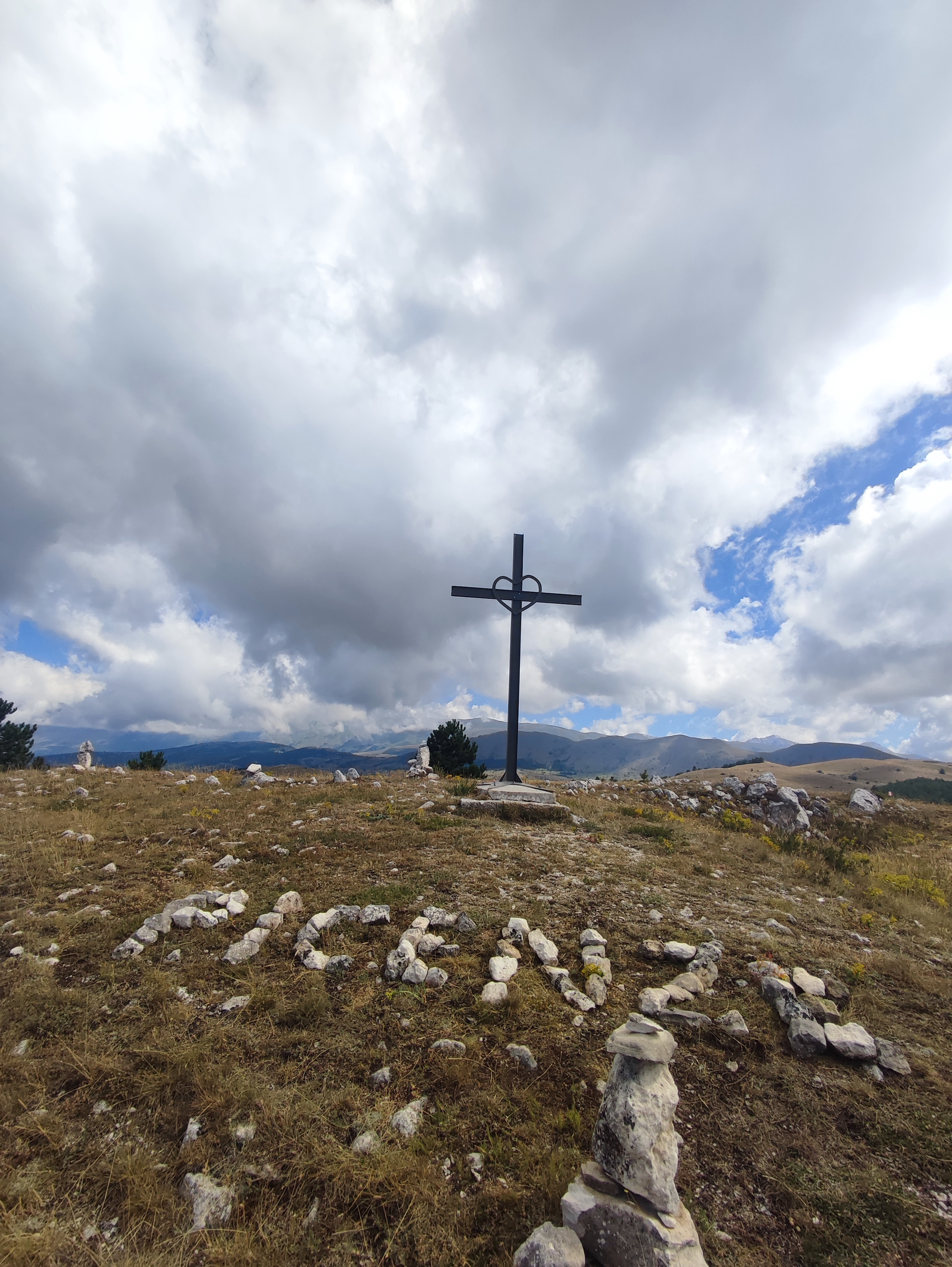
Croce di Picenze

### Eventi
-17 Agosto e 18 Agosto: Ogni anno nei giorni 17 e 18 di agosto presso l'edificio scolastico tra San Martino e Villa di Mezzo, si svolge la sagra degli Strozzapreti.
-16 Agosto: Ogni anno nel giorno 16 di agosto si svolgono le celebrazioni in onore del Santo San Rocco.